# 王菊珍
王菊珍（1925年—2018年12月28日），女，浙江杭州人，中国铈钨电极专家，曾任中国基督教三自爱国运动委员会副主席，第七、八届全国政协委员。